# يوردان ميليف
يوردان ميليف (بالبلغارية: Йордан Милиев)‏ (5 أكتوبر 1987 في بلغاريا - ) هو لاعب كرة قدم بلغاري في مركز الدفاع. شارك مع منتخب بلغاريا تحت 21 سنة لكرة القدم ومنتخب بلغاريا لكرة القدم. أما مع النوادي، فقد لعب مع ليفسكي صوفيا ونادي شكينديا ونادي لوكوموتيف بلوفديف وHapoel Nir Ramat HaSharon F.C. ‏.

## مسيرته الكروية
لعب يوردان ميليف خلال مسيرته الاحترافية مع 4 أندية في ثلاثة عشر موسمًا وسجل خلالها 6 أهداف ضمن 200 مباراة. ولم يفز بأي موسم بالكأس وفاز في موسمًا واحدًا بالدوري.
خاض يوردان ميليف مسيرته مع نادي لوكوموتيف بلوفديف في موسم 2006–07 واستمر معه طيلة ثلاثة مواسم، مشاركًا في 65 مباراة سجل خلالها 3 أهداف. ثم انتقل إلى نادي ليفسكي صوفيا في موسم 2008–09 في المرة الأولى ليلعب معه ستة مواسم ثم في موسم 2015–16 لمدة موسم واحد، حيث شارك طوالها في 93 مباراة سجل خلالها هدفين. لينتقل بعدها إلى نادي شكينديا في موسم 2013–14 ولمدة موسمين، مشاركًا في 33 مباراة سجل خلالها هدفا وحيدًا.

## وصلات خارجية
- يوردان ميليف على موقع أرشيف الشارخ.
- يوردان ميليف على موقع قاعدة بيانات كرة القدم.إي يو (الإنجليزية)
- يوردان ميليف على موقع ناشيونال فوتبول تيمز (الإنجليزية)